# 749. grenadirski polk (Wehrmacht)
749. grenadirski polk (izvirno nemško 749. Grenadier-Regiment; kratica 749. GR) je bil pehotni polk Heera v času druge svetovne vojne.

## Zgodovina
Polk je bil ustanovljen 15. oktobra 1942 za potrebe 717. pehotne divizije. 
1. aprila 1943 je bil preoblikovan v 749. lovski polk.